# Lila (Našice)
Pour les articles homonymes, voir Lila.
Lila est un village de la municipalité de Našice (Comitat d'Osijek-Baranja) en Croatie. Au recensement de 2011, la ville comptait 195 habitants.